# Rickenbach SO
| SO ist das Kürzel für den Kanton Solothurn in der Schweiz. Es wird verwendet, um Verwechslungen mit anderen Einträgen des Namens Rickenbach zu vermeiden. |

Rickenbach ist eine politische Gemeinde im Bezirk Olten des Kantons Solothurn in der Schweiz. Sie gehört zum sogenannten Solothurnischen Gäu.

## Geographie

Luftbild (1970)

Rickenbach liegt im Mittelland am Fusse des Juras.

## Geschichte
Südlich des Juras zog sich schon zur Römerzeit eine Strasse, an deren Seiten zahlreiche römische Villen standen. Das Dorf erhielt seinen Namen vom Bach, der aus dem Jura durch eine kleine Schlucht fliesst ("Ric" mittelhochdeutsch für Engpass, Hohlweg) und in die Dünnern fliesst. Die älteste urkundliche Erwähnung stammt von einem Landverkauf der Grafen von Frohburg an das Kloster St. Urban im Jahr 1288.
Im Januar 2020 wurde bekannt, dass die Höchstwerte von Chlorthalonil im Trinkwasser überschritten wurden.

## Burg Rickenbach
Auf dem Büntenrain, nordwestlich der Kapelle Rickenbachs, liegt eine um 1050 durch die Grafen Kuno von Rheinfelden erbaute Burg. Nach 1080 ging sie an das Bistum Basel über und wurde erweitert. Bereits in der ersten Hälfte des 12. Jahrhunderts wurde sie allmählich verlassen und in den folgenden Jahrhunderten als Steinbruch genutzt.

## Wappen
Das Dorfwappen zeigt auf rotem Hintergrund die weisse Figur des heiligen Laurentius, mit Rost in der rechten und Märtyrerpalme in der linken Hand. Es wurde 1940 erstellt und von einem alten Siegel abgeleitet. Der heilige Laurentius war schon im Mittelalter Schutzheiliger des Dorfes und Patron der Kapelle.

## Varia
In Rickenbach befindet sich ein Priorat der Piusbruderschaft.

## Bevölkerung
| Bevölkerungsentwicklung | Bevölkerungsentwicklung |
| Jahr                    | Einwohner               |
| ----------------------- | ----------------------- |
| 1739                    | 148                     |
| 1798                    | 228                     |
| 1829                    | 264                     |
| 1850                    | 267                     |
| 1900                    | 383                     |
| 1950                    | 457                     |
| 2000                    | 885                     |

## Persönlichkeiten
- Otto Walter (1889–1944), Verleger, Redakteur, Schriftsteller und Politiker
- Silja Walter, Ordensname Sr. M. Hedwig OSB (1919–2011), Benediktinerin und Schriftstellerin
- Otto Friedrich Walter (1928–1994), Schriftsteller und Verlagsleiter

## Sehenswürdigkeiten

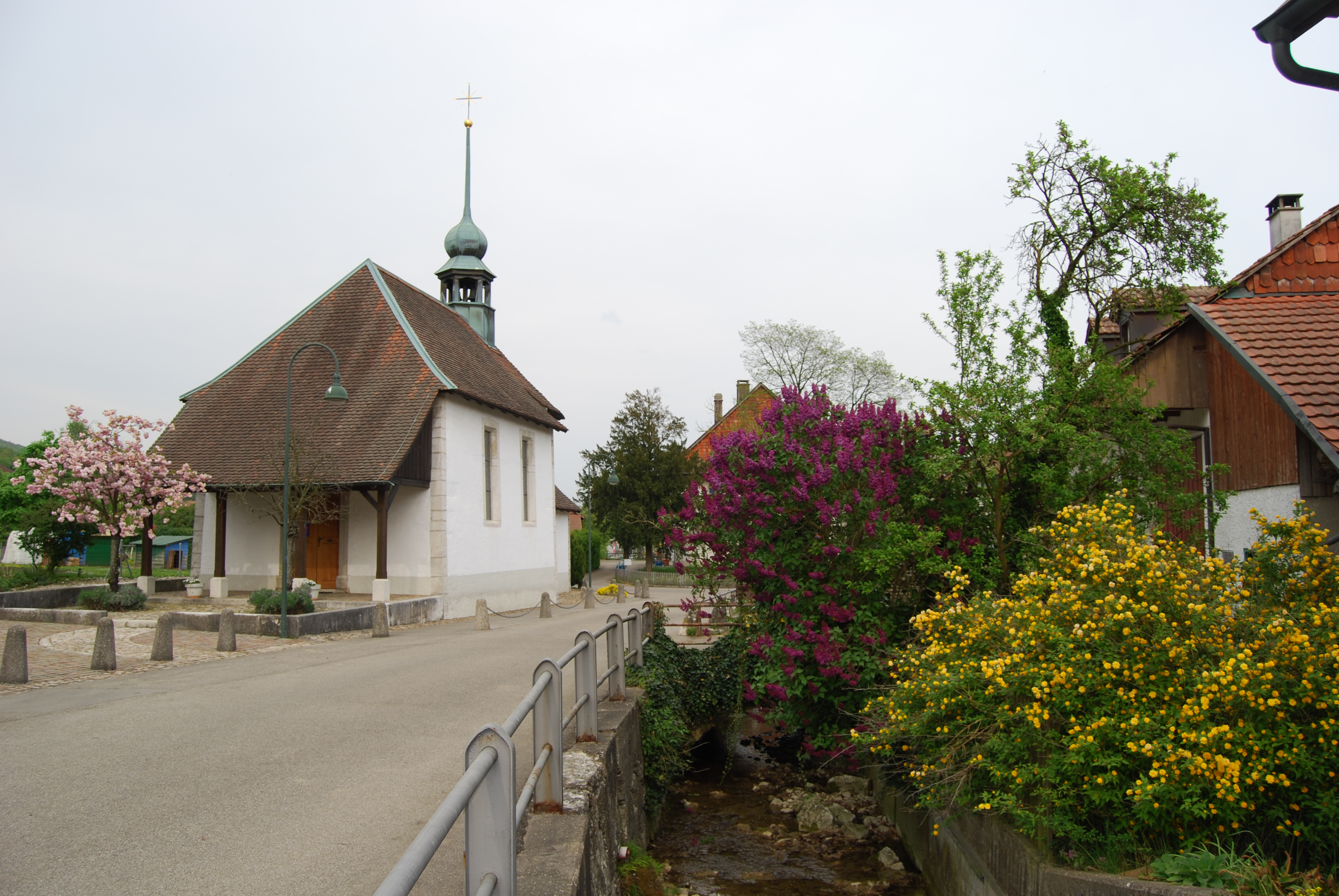
Kapelle St. Laurentius
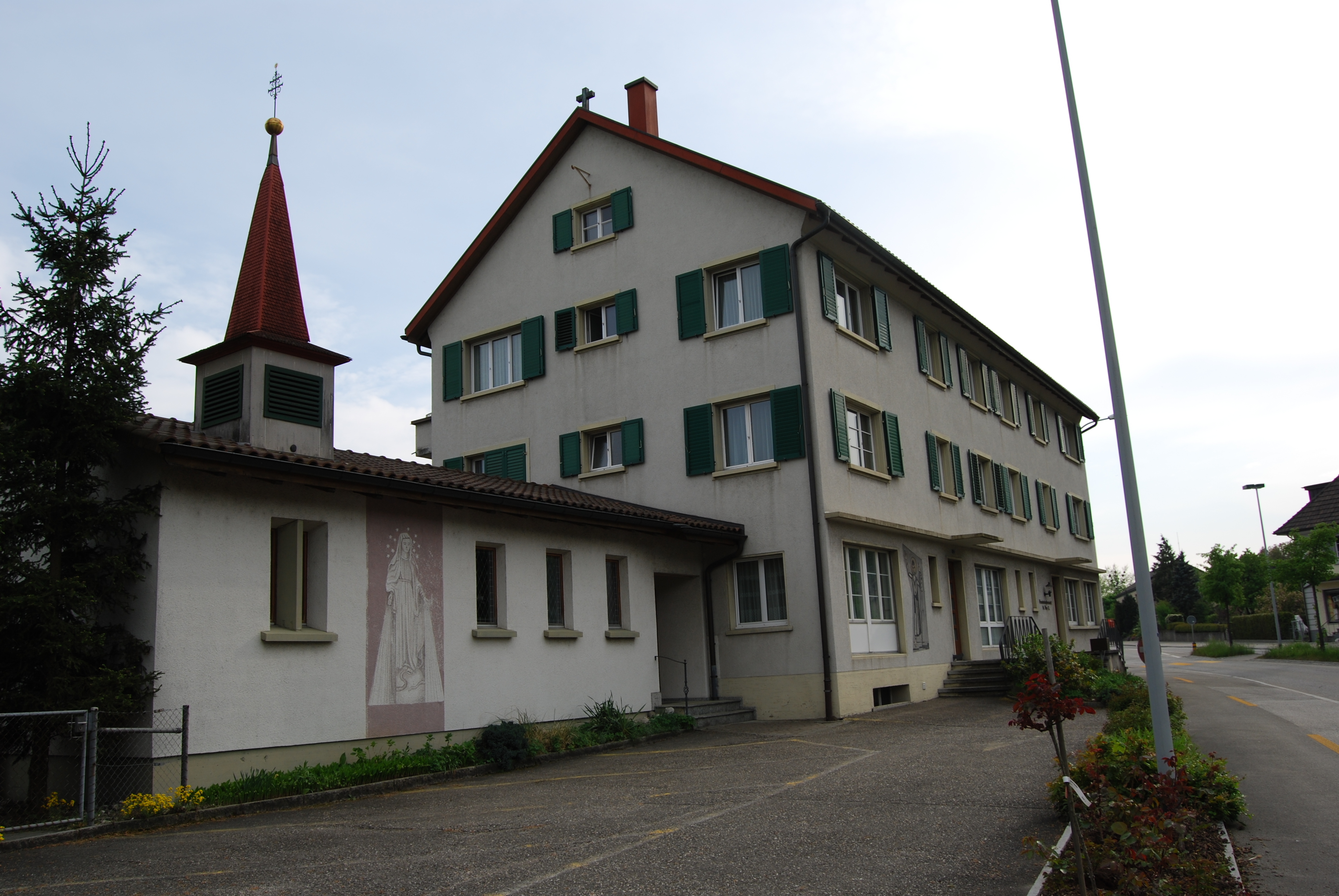
Priorat St. Niklaus von Flüe der Priesterbruderschaft St. Pius X.
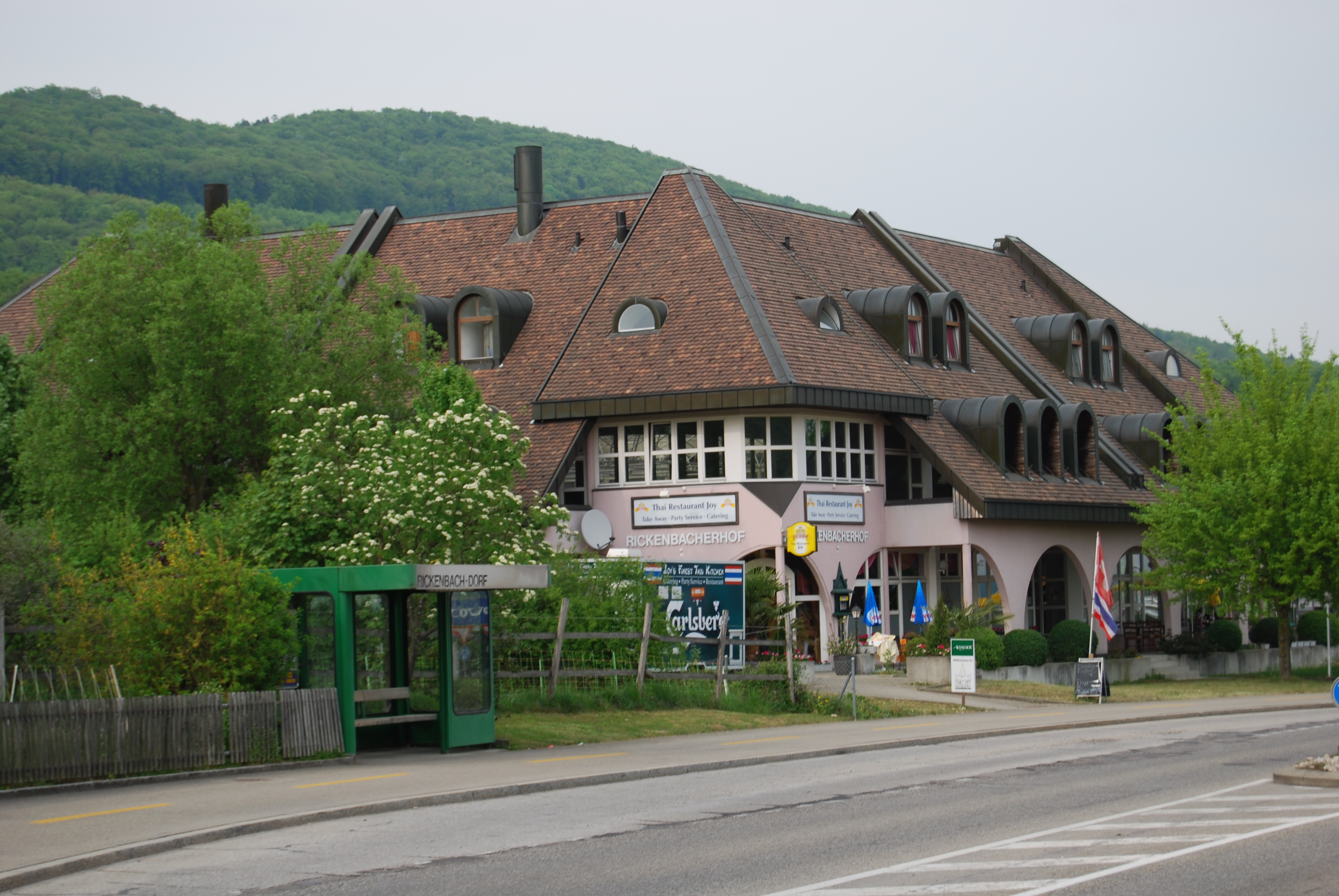
Restaurant Rickenbacherhof